# Kavečany

Plaatsbepaling van het stadsdeel Kavečany binnen het district Košice I.

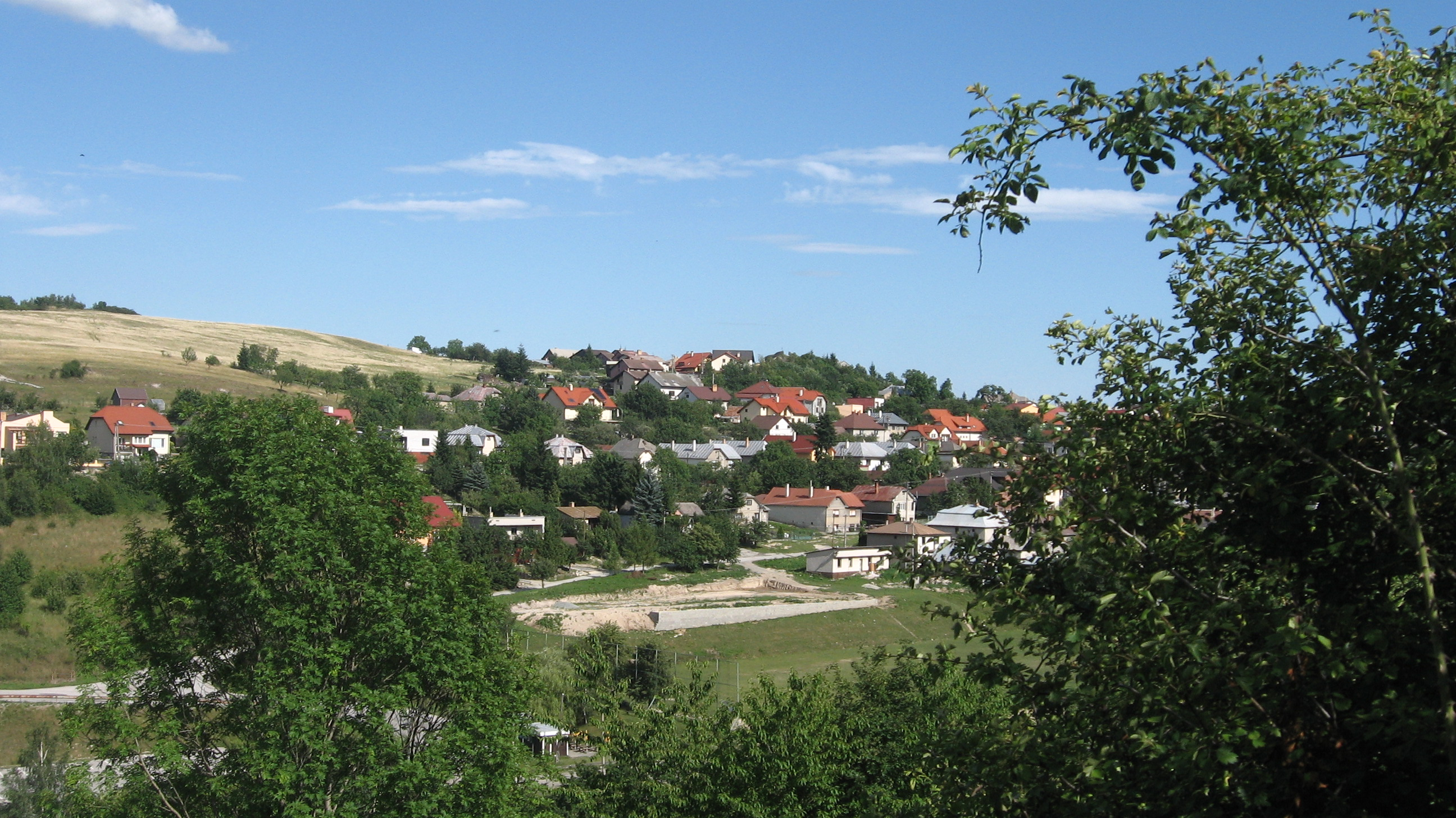
Panoramisch overzicht van het stadsdeel.

Kavečany (Hongaars: Kavocsán) is een stadsdeel van Košice (Slowakije). De wijk maakt deel uit van het district Košice I.
Op 31 december 2018 telde Kavečany 1.337 inwoners. Dit komt bij benadering overeen met een bevolkingsdichtheid van 130 personen per km².
De plaats is omringd door weilanden en bossen en heeft een landelijk karakter. Ze is gekend voor recreatie en ontspanning.

## Topografie

### Ligging
Kavečany is noordwestelijk gelegen ten opzichte van het oude stadscentrum Staré Mesto, op een afstand van ongeveer 7 kilometer. Het buurschap ligt op een hoogte van 453 meter boven de zeespiegel en heeft een oppervlakte van bijna 10,5 km².

### Straten
De volgende straten maken deel uit van Kavečany:
Budanová, Gorovecká, Gazdovská, Kadlubská, Kopecná, Kihrisku, Lovecká, Lyžiarská, Na rožku, Nivky, Oblá, Podkamenná, Strážna, Široká, Šamborská, Rokytská, Vyšná.

### Waterlopen
Doorheen het centrum vloeit in twee takken de Hrubša-beek. Deze stroomt verder -meer noordelijk- rakelings langs de dierentuin.

## Geschiedenis
Kavečany werd voor het eerst genoemd in 1423 als "... villa Kalachyan" of "Kalaczan". In een ver verleden behoorde het oord aan een naburig kasteel. Vanaf 1423 was het onderhorig aan Košice.
Omstreeks het einde van de 18e eeuw schreeft András Vályi (°Miskolc, 30 november 1764 - † Pest, 2 december 1801) over deze plaats: "Kavocsán" "Kvacsani". "Dorp aan het meer van Sáros. De inwoners van de stad Košice zijn katholiek, ... het is gelegen aan de rand van het comitaat Abaúj".
In zijn geografische woordenboek, gepubliceerd in 1851, schreef Fényes Elek (°Csököly, 7 juli 1807 - † Újpest, 23 juli 1876) over het dorp: "Kaveczán, dorp aan het meer van Sáros..., tussen grote bossen... 690 katholieken en een parochiekerk..." .
In een monografie over het graafschap Abaúj-Torna schreef Borovszky Samu (°Bácsordas, 25 oktober 1860 - † Budapest, 24 april 1912): "Op onze terugweg naar Košice kan Kavecsány -naar waar een aparte dorpsweg leidt vanuit Košice- niet aan onze aandacht ontsnappen. Hoewel Kavecsány tot het comitaat Sáros behoort, is het een deel van de stad Košice en ligt het vlak bij de grens. Een paar jaar geleden werd hier een grot ontdekt met daarin mammoetbotten. Er is een grindgroeve met zeer geschikt grind voor de aanleg van openbare wegen".
Tot 1918 behoorde het dorp toe aan Oostenrijk-Hongarije, district Lemešany, in het comitaat Sáros.
Ingevolge de toepassing van het Verdrag van Trianon ging het dorp op 4 juni 1920 over naar de Eerste Tsjecho-Slowaakse Republiek.
In 1938, in de episode voorafgaand aan de Eerste Weense Arbitrage, werd het dorp bevraagd door de gezamenlijke Hongaars-Slowaakse grensbepalingscommissie. Deze vroeg aan de dorpsverantwoordelijke, bij welke gemeenschap het dorp wilde behoren. Die antwoordde: "Do Košice" (hetgeen betekent : "bij Košice"), aangezien het dorp leefde van het voedsel dat in Košice werd verkocht. Net als verscheidene andere Slowaakse nederzettingen, vonden de inwoners economische overwegingen belangrijker dan politieke.
Het dorp was in die tijd slechts via een enkele weg bereikbaar en dat was vanuit Košice. Het maakte toen deel uit van het Hongaarse Kassai járás ("district Košice") en er waren 623 inwoners.
Naderhand, in toepassing van de Eerste Weense Arbitrage, werd Kavocsán op 2 november 1938 door Hongarije geannexeerd.
Bij het einde van de Tweede Wereldoorlog, na de terugtocht van de Duitse bezetter in 1945, werd het dorp opnieuw geïntegreerd in het weder samengestelde Tsjecho-Slowakije.
Kavečany bleef een dorp tot het in 1976 bij de stad Košice werd gevoegd. Sedert de splitsing van Tsjecho-Slowakije op 1 januari 1993, maakt het deel uit van Slowakije.

## Bevolking

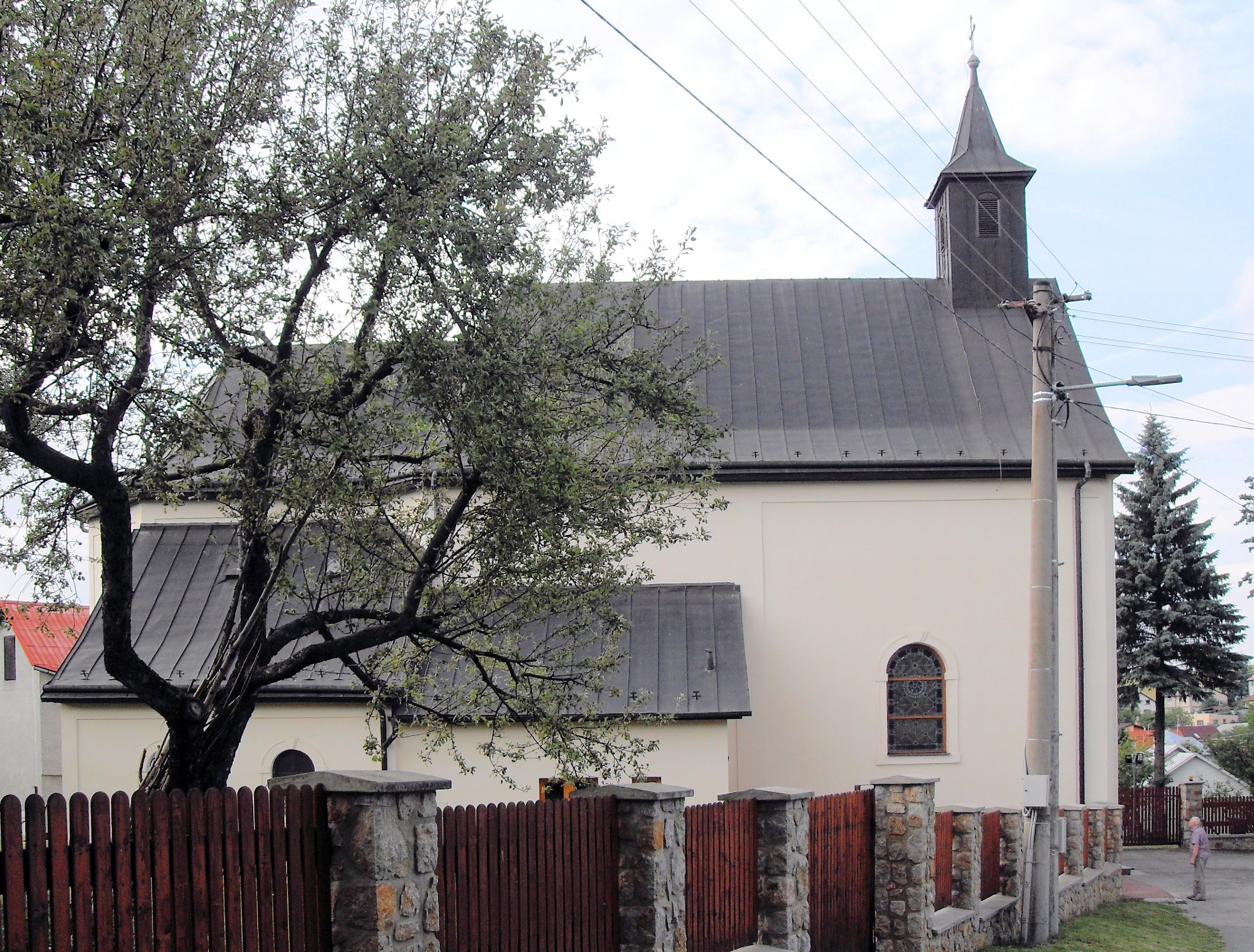
Sint-Petrus- en Sint-Pauluskerk uit 1783.

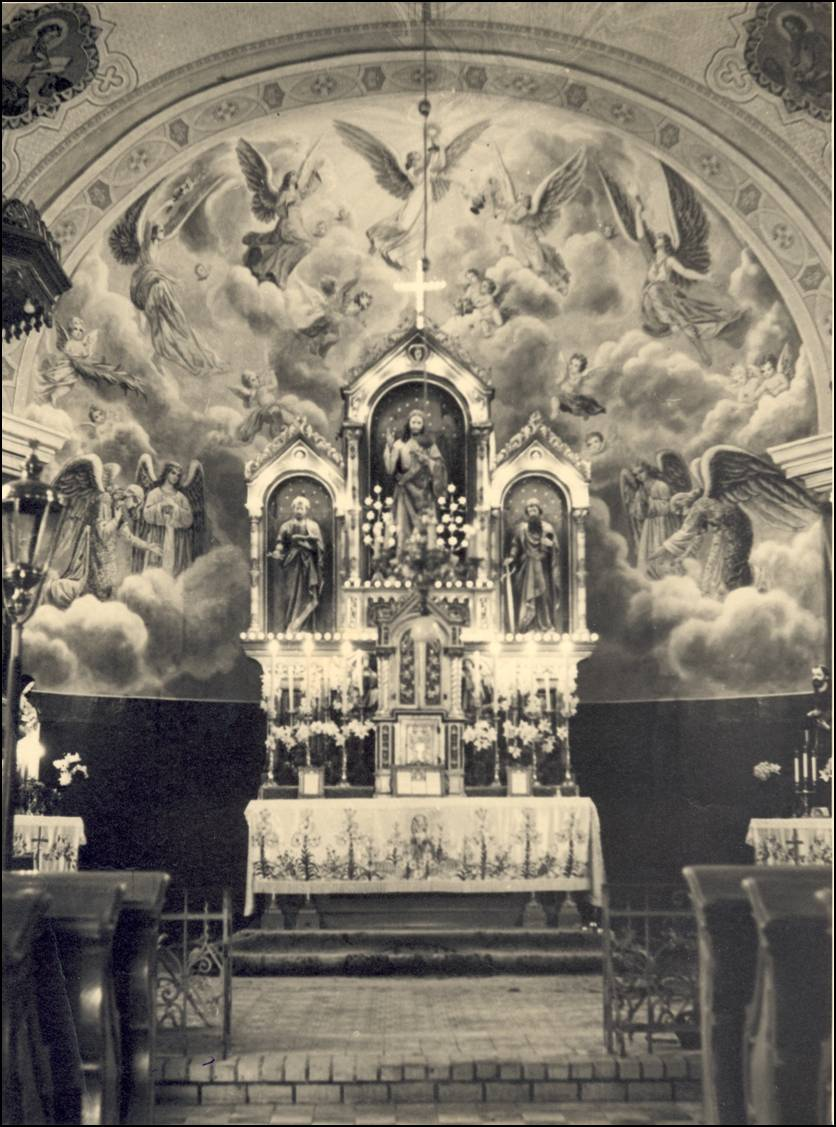
Het hoofdaltaar in de Sint-Petrus- en Sint-Pauluskerk stelt het Heilig Hart van Jezus voor, met Sint-Petrus als beschermheer (links) en Sint-Paulus (rechts).

| Jaar | Inwoners | Taal                                           |
| ---- | -------- | ---------------------------------------------- |
| 1880 | 876      | • Slowaaks: 840 • Hongaars: 10                 |
| 1890 | 919      | • Slowaaks: 895 • Hongaars: 3                  |
| 1900 | 814      | • Slowaaks: 789 • Hongaars: 24                 |
| 1910 | 870      | • Slowaaks: 845 • Hongaars: 14                 |
| Jaar | Inwoners | Nationaliteit                                  |
| 1921 | 809      | • Tsjechoslowaaks: 795                         |
| 1930 | 581      | • Tsjechoslowaaks: 572                         |
| 1941 | 1014     | • Slowaaks: 880 • Hongaars: 104                |
| 2001 | 1010     | • Slowaaks: 1004 • Hongaars: 3 • Tsjechisch: 2 |
| 2011 | 1180     | • Slowaaks: 1123 • Hongaars: 3                 |
| 2018 | 1337     | Geen details voorhanden.                       |

## Cultuur en attracties

### Monumenten

#### Sint-Petrus- en Sint-Pauluskerk
De Sint-Petrus- en Sint-Pauluskerk werd gebouwd in 1783. 
Het interieur is verfraaid met opmerkelijke altaren. Het hoofdaltaar, daterende van 1930, stelt het Heilig Hart van Jezus voor, met Sint-Petrus als beschermheer (links) en Sint-Paulus (rechts).
Op het linkerzijaltaar staan beelden van Sint-Jozef, Elizabeth van Hongarije en Sint-Anna. Het rechterzijaltaar is gewijd aan de Maagd Maria van de Rozenkrans.
Sedert 2003 heeft de kerk een volledige verbouwing ondergaan : zowel interieur als exterieur, dak en hekwerk.

### Dierentuin

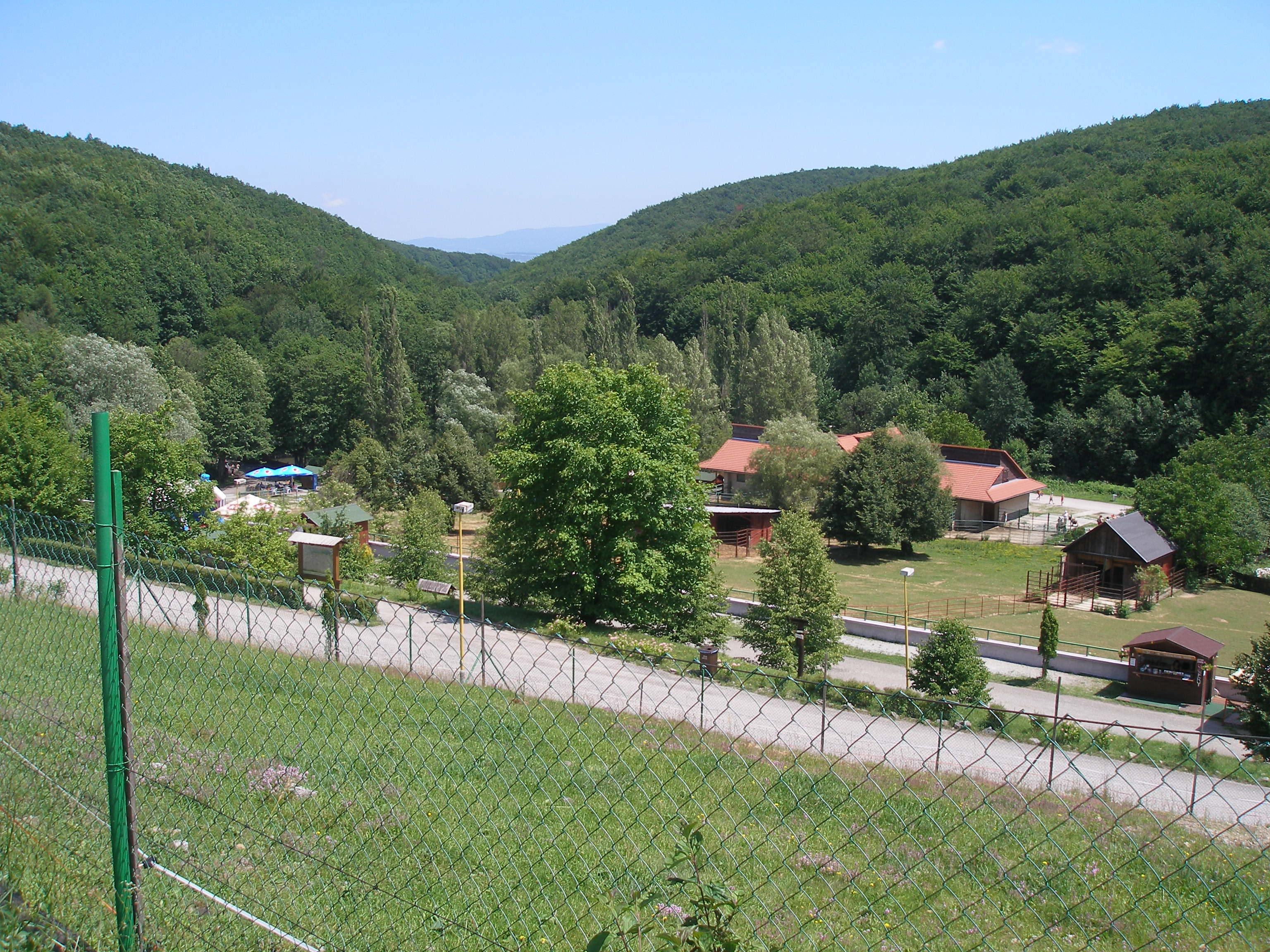
Kavečany is zeer landelijk gelegen,
tussen weiland en bossen.

De ZOO van Košice (Zoologická záhrade) ligt in het noorden van het stadsdeel, aan de Ulica k Zoologickej záhrade 1 (vertaald: Dierentuinstraat 1). Het is de grootste dierentuin in Slowakije met een oppervlakte van 2,92 km² en ongeveer 830 dieren.

### Fietsroute
Een fietsroute die twee historische dorpen (Sokol en Kavečany) met elkaar verbindt, leidt in de omgeving doorheen een bos. Dit pad heeft een lengte van 13,5 km en is op het langere gedeelte vooral geschikt voor fysiek sterke fietsers.  Een interessante plaats op deze route is de "Bron van de Goede Koning" (Kráľovej studne), waarvan de geschiedenis verband houdt met koning Matej Korvín en zijn weilanden tussen Košice en het dorp Sokoľ.
Wandelpaden met een maximale hoogteverschil van 550 meter zijn er op verschillende routes van Cermelská dolina naar de heuvels van Čierna Hora.

### Festival
Interessante culturele en sociale evenementen in verband met het plaatselijke folkloristische ensemble "Kavecianka" vinden plaats in de loop van het jaar. Deze groep houdt tradities van voorouders in stand houdt door middel van liederen en dans.

### Recreatie & Sport
Kavečany is vooral een populaire plek voor ontspanning. Er zijn voorzieningen voor zowel langlaufen als skiën. Andere lokale attracties zijn onder meer de achtbaan.
De halfjaarlijkse marathonloop en de motorcrossrace zijn de belangrijkste sportevenementen in het dorp.

### Natuur
Op 1 januari 2000 werd een uitgestrektheid met een oppervlakte van 31.933 m² geklasseerd als natuurgebied. Men noteert er de aanwezigheid van de beschermde en met uitsterven bedreigde Pulsatilla grandis.
Linum flavum (zogenaamd "geel vlas"), Aquilegia vulgaris (wilde akelei) en ander vegetatie komen hier ook voor.

## Openbaar vervoer

### Trein
Voor het vervoer per trein zijn de bewoners aangewezen op het station van Košice.

### Autobus
Kavečany wordt vanuit Košice bediend door buslijn 29.

## Illustraties

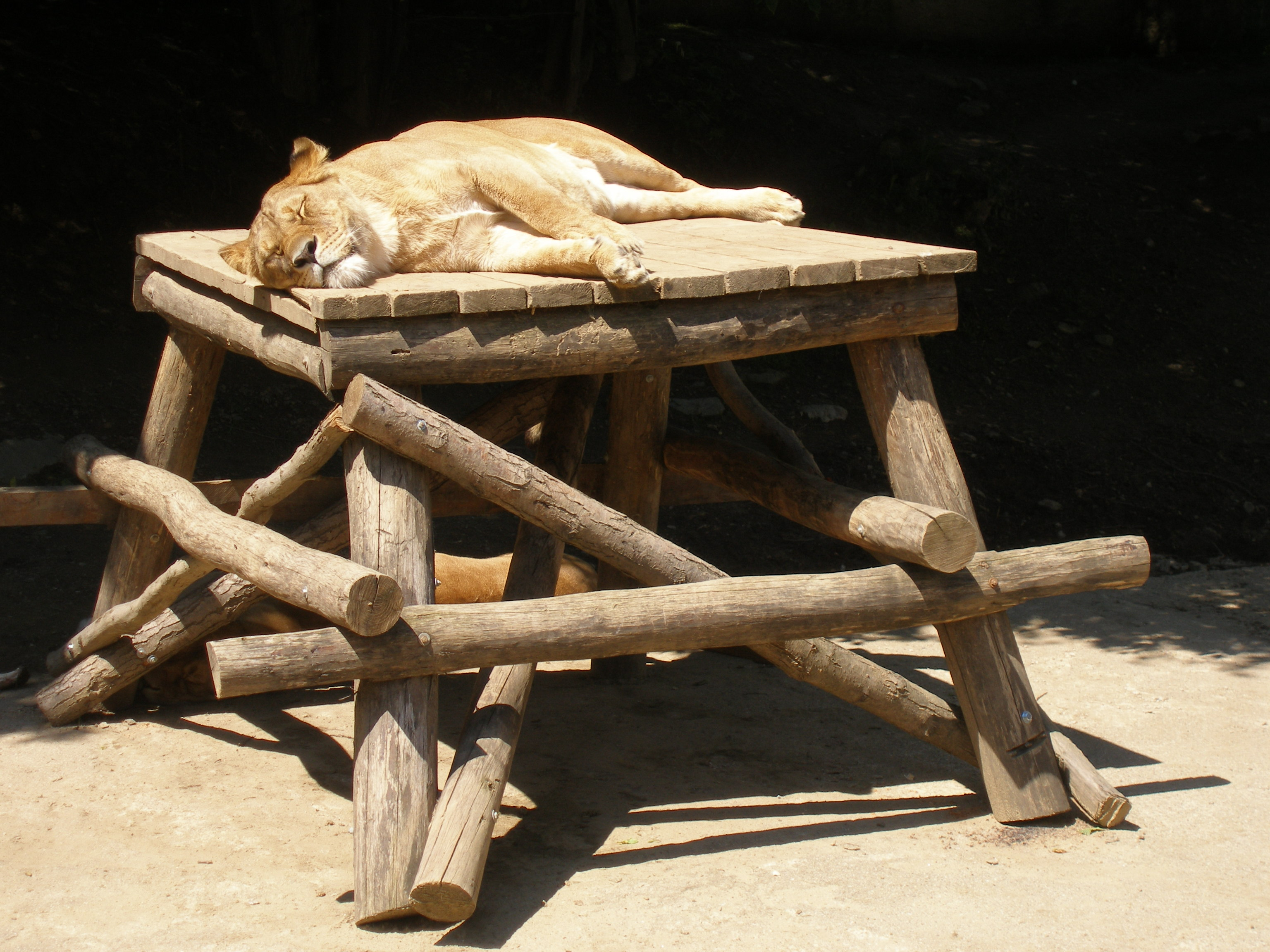
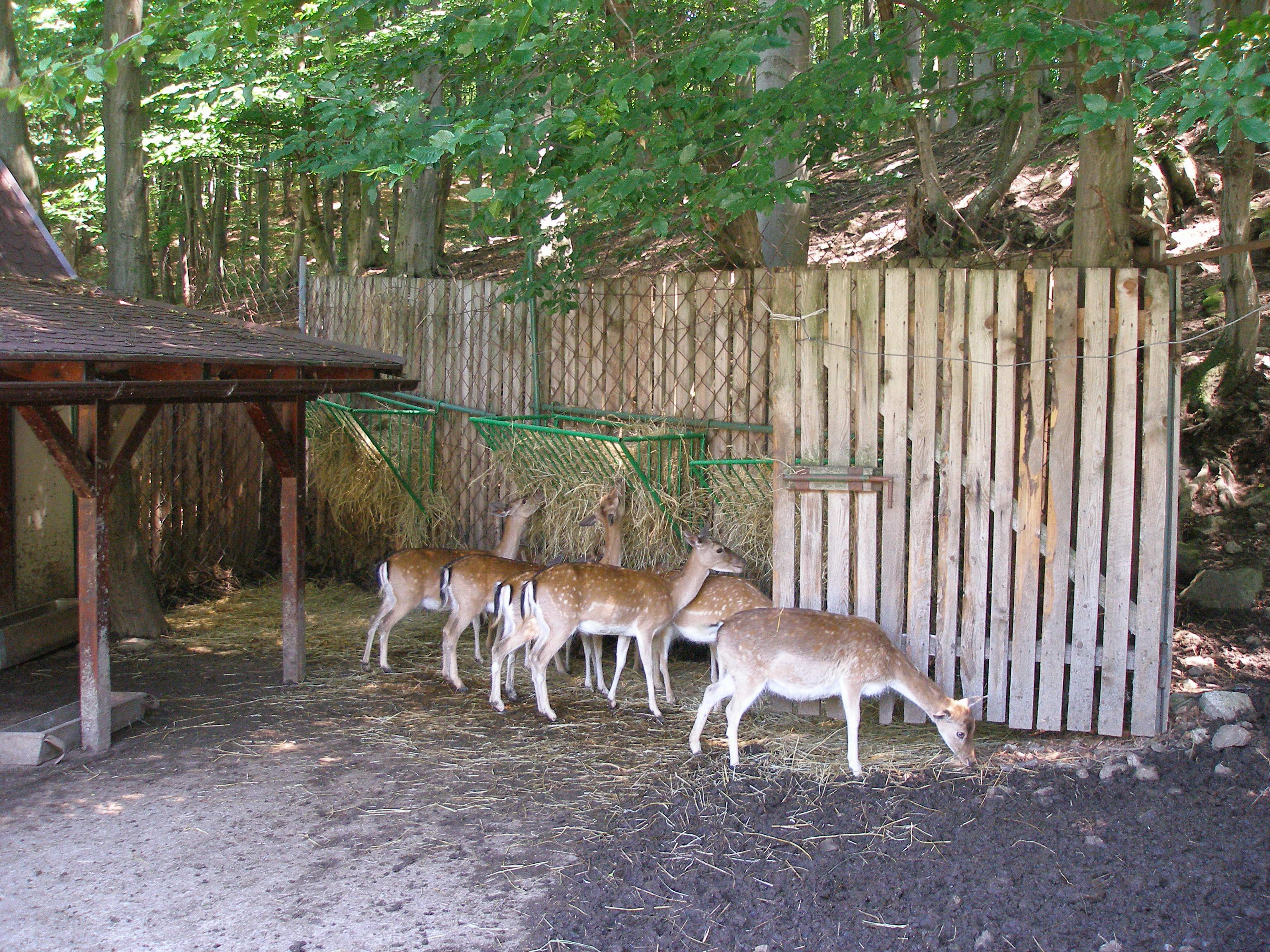
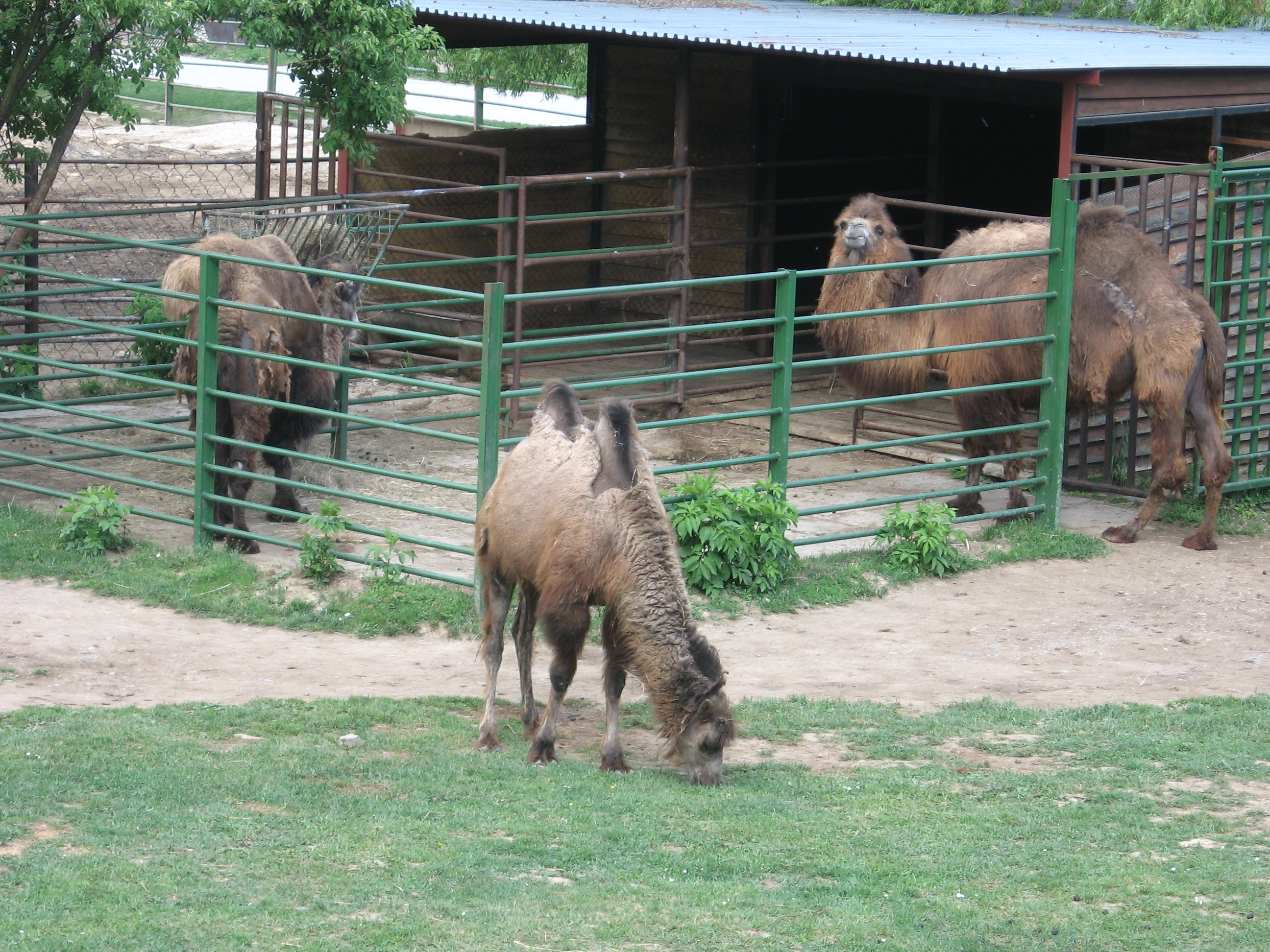
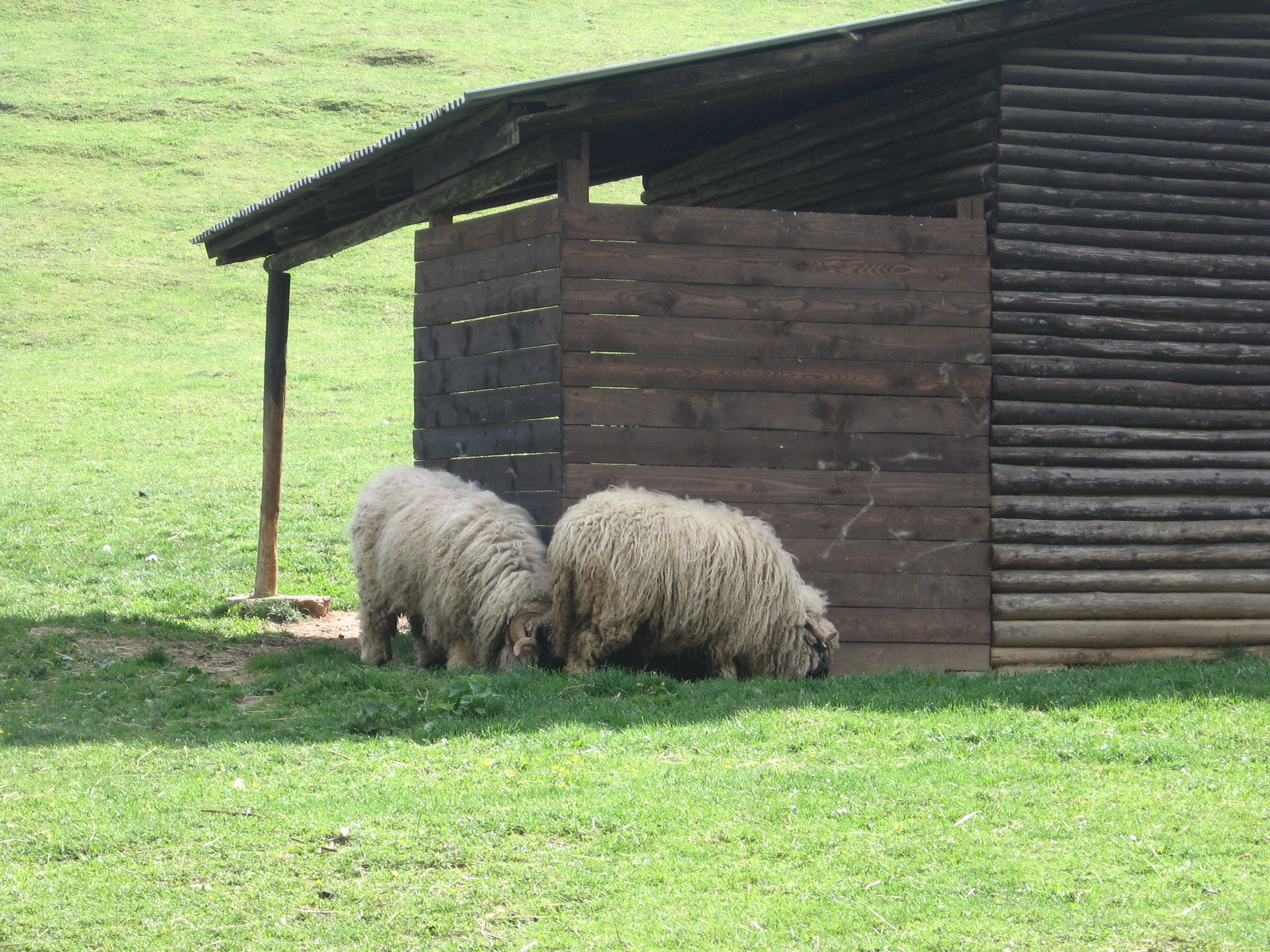
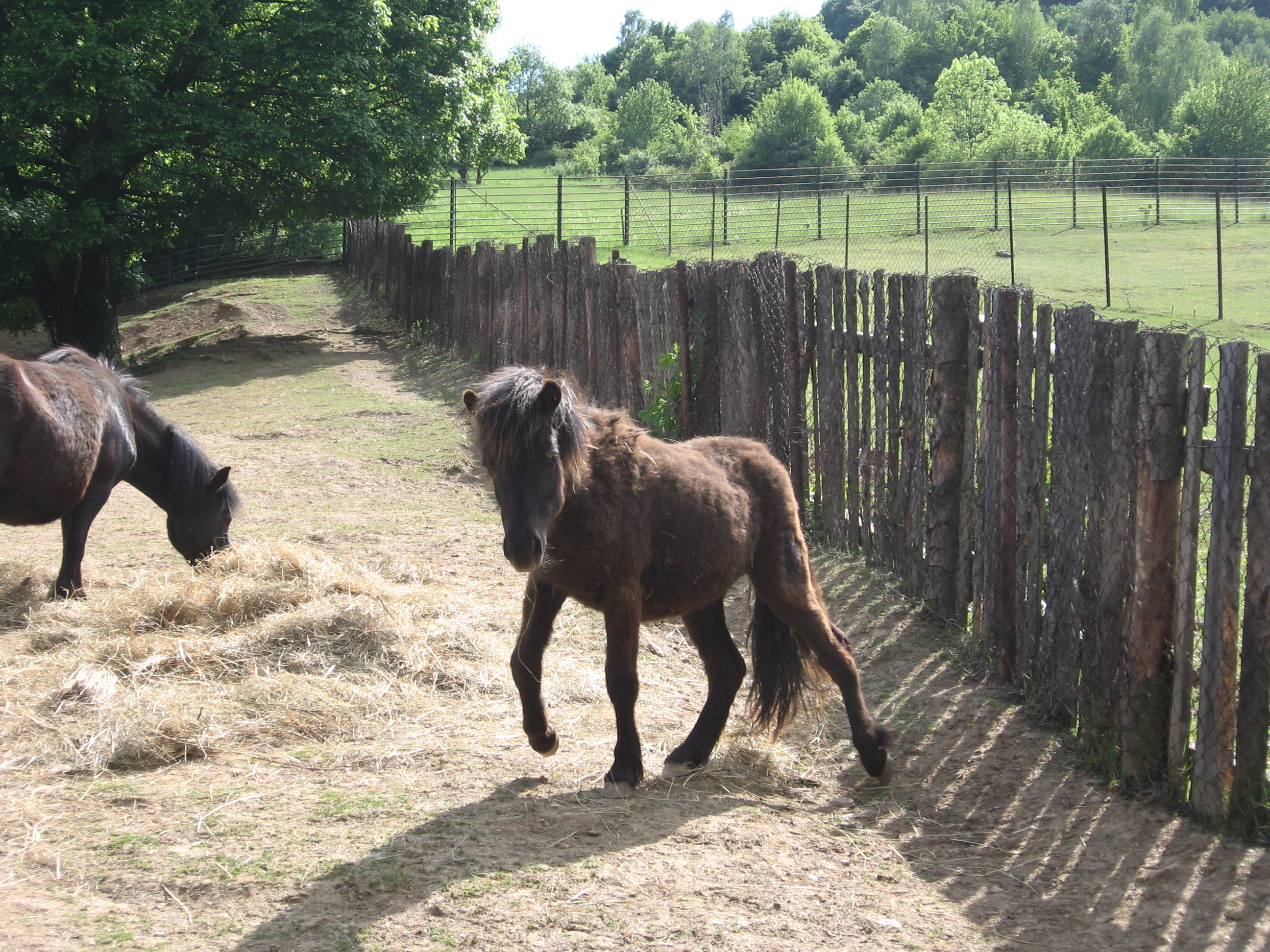

Afbeeldingen van de dierentuin.